# Pachycondyla pallidipennis
Pachycondyla pallidipennis är en myrart som först beskrevs av Smith 1860.  Pachycondyla pallidipennis ingår i släktet Pachycondyla och familjen myror. Inga underarter finns listade i Catalogue of Life.